# عبدالسلام ابوبکر
عبدالسلام الحاجی ابوبکر (انگلیسی: Abdulsalami Alhaji Abubakar؛ زاده ۱۳ ژوئن ۱۹۴۲) یک ارتشبد و حاکم نظامی وقت اهل نیجریه و یازدهمین رئیس جمهور آن کشور پس از سانی آباچا و پیش از اولوسگون اوباسانجو بود.